# Baltimore-Harbor-Tunnel
Der Baltimore Harbor Tunnel ist ein zweispuriger Straßentunnel, der die I-895 unter dem Patapsco River südöstlich des Stadtzentrums von Baltimore, Maryland hindurchführt.

## Beschreibung
Das Tunnelpaar ist 2331,72 m lang und erstreckt sich vom Südufer des Patapsco River bis zum Nordufer bei Dundalk. Jeder Tunnel ist 6,7 m breit und 4,3 m hoch und bietet Platz für zwei Fahrspuren. Die Höchstgeschwindigkeit in den Tunneln beträgt 80 km/h (50 Meilen pro Stunde). Bei nächtlichen Bauarbeiten oder bei Notfällen, die eine der beiden Röhren sperren, kann der Verkehr in beiden Röhren in beide Richtungen fließen. Der Tunnel ist mit Fahrspurkontrollsignalen ausgestattet, mit denen gesteuert wird, welche Fahrspuren geöffnet, geschlossen oder im Gegenverkehr befahren werden können.
Beide Portale verfügen über Lüftungsgebäude mit insgesamt 32 Ventilatoren, die die Luft in den Tunneln austauschen, die über die Tunnelsohlen angesaugt und über die Tunneldecken abgeführt wird. Die Röhren selbst reichen von einer Tiefe von 15,2 m bis 30,8 m unter der Erde.
Seit dem 1. Juli 2015 betrug der Mauttarif für Pkw vier US-Dollar in bar oder drei US-Dollar mit dem E-ZPass, der in beide Richtungen zu entrichten ist. Fahrzeuge mit mehr als zwei Achsen zahlen zusätzliche Beträge, bis zu 30 US-Dollar für sechs Achsen.
Im März 2020 wurde als Teil der COVID-Maßnahmen die vollelektronische Maut eingeführt, wobei die Maut über E-ZPass oder Video Tolling, das die automatische Nummernschilderkennung nutzt, zu zahlen ist, das Verfahren wurde im August 2020 dauerhaft.

## Galerie

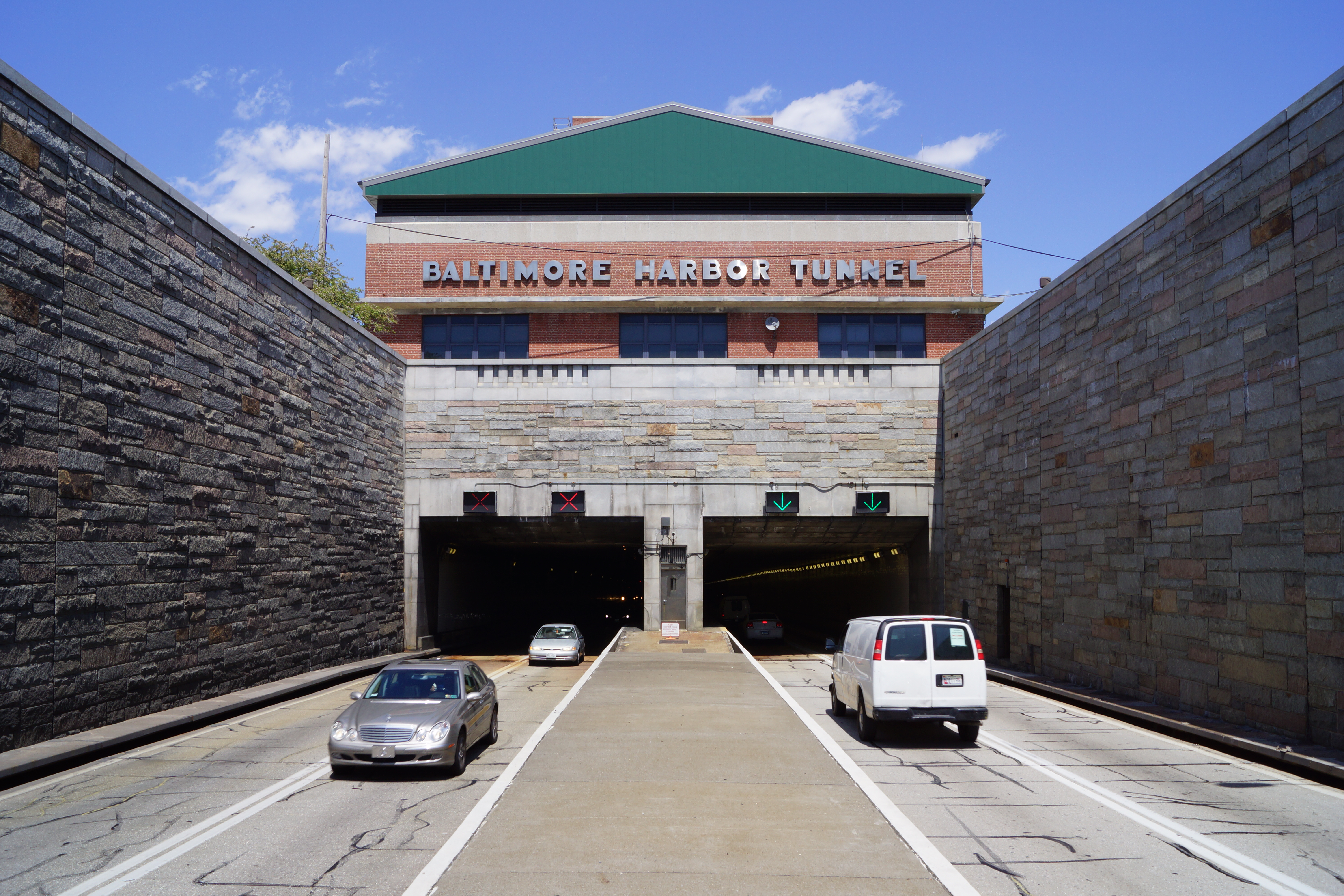
Einfahrt in den Tunnel am Südlichen Tunnelportal.
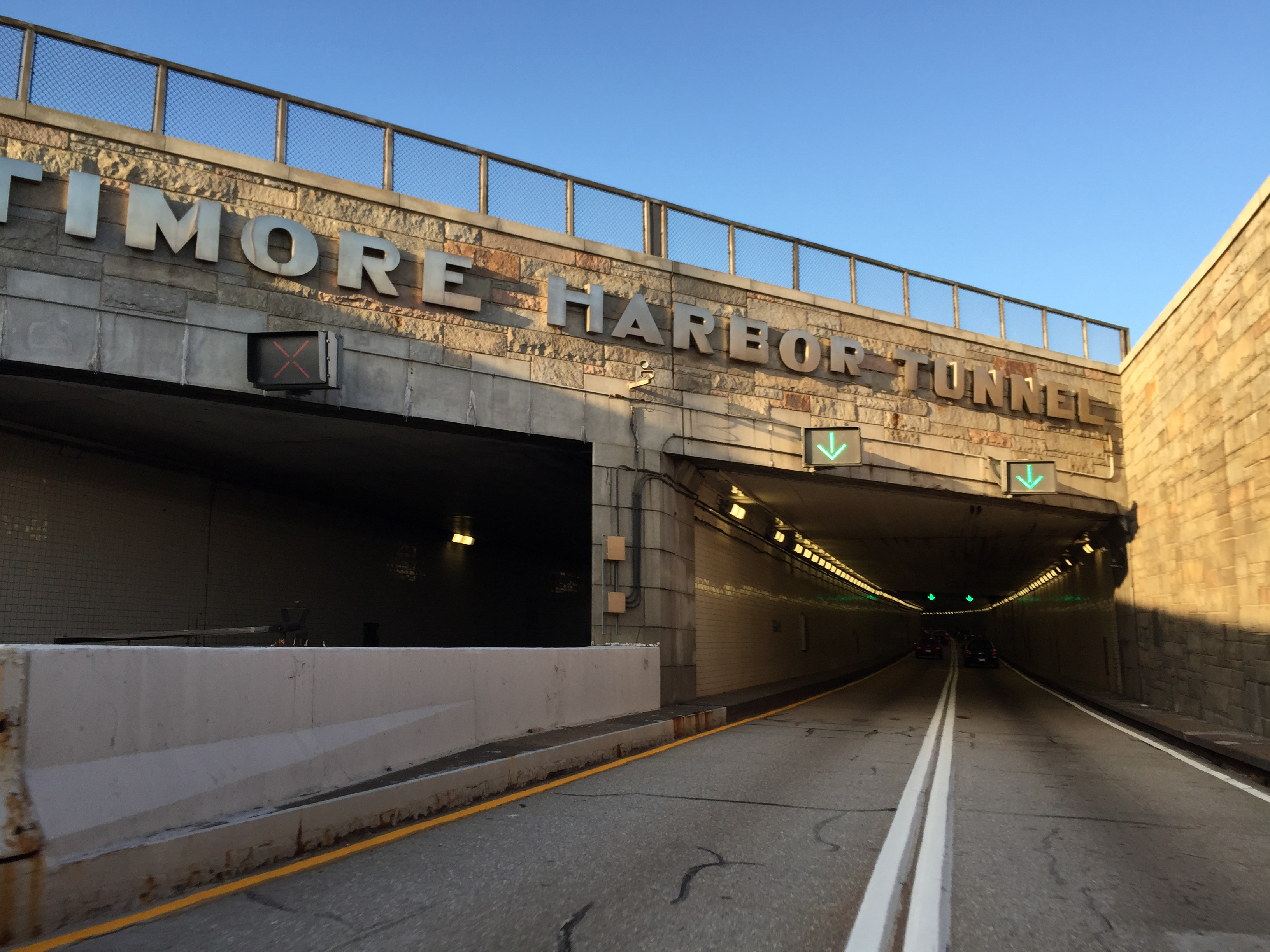
Das nördliche Tunnelportal.